# Dumajra
Dumajra (arab. ‏دميرة‎, Dumayra; fr. Doumêra; tigrinia ዱሜራ, Dumiera) – archipelag na Morzu Czerwonym obejmujący wyspy Dumajra oraz Kallida. Przynależność państwowa wysp jest przedmiotem sporu między Dżibuti i Erytreą.

## Historia
W 1896 Francja zawarła umowę z Etiopią o odstąpieniu przez Etiopię terytorium obecnego Dżibuti w zamian za budowę linii kolejowej z miasta Dżibuti do Addis Abeby. Terytorium to zostało przekształcone w kolonię pod nazwą Somali Francuskie. 20 marca 1897 roku wyznaczono granicę między Francją i Etiopią, którą rozciągała się od szczytu Madaha Djalelo do przylądka Ras Dumajra i wzgórza o tej samej nazwie, leżących nad Morzem Czerwonym. Sąsiednia Erytrea została w tym czasie skolonizowana przez Włochy. 24 stycznia 1900 roku na mocy porozumienia francusko-włoskiego ustalono granicę między koloniami. Oba państwa kolonialne zastrzegły sobie prawo do zasiedlenia archipelagu Dumajra.
7 stycznia 1935 roku Francja i Włochy zawarły umowę dotyczącą granic kolonii w Afryce. Niewielki sporny obszar Somali Francuskiego, w tym archipelag Dumajra, został przekazany włoskiej Erytrei. Umowa ta nie została jednak ratyfikowana przez żadną ze stron.
W 1977 roku dotychczasowe Francuskie Terytorium Afarów i Isów uzyskało niepodległość jako Republika Dżibuti. W 1993 roku Erytrea odłączyła się od Etiopii ogłaszając niepodległość po referendum w tej sprawie. W kwietniu 1996 roku Dżibuti oskarżyło Erytreę o ostrzelanie wioski, znajdującej się na przylądku Ras Dumajra. Kryzys został zażegnany w maju 1996 roku po wycofaniu się wojsk erytrejskich i cofnięciu oskarżeń wysuniętych przez stronę dżibutyjską. Do podobnego incydentu doszło w 1999 roku, w trakcie trwania wojny erytrejsko-etiopskiej, gdy Erytrea oskarżyła Dżibuti o wspieranie armii etiopskiej.
W styczniu 2008 roku Erytrea zajęła część spornego obszaru. W następnych miesiącach rozpoczęto kopanie rowów i budowę umocnień wokół wzgórza na półwyspie Ras Dumajra. W maju zwiększono liczbę stacjonujących żołnierzy. 10 czerwca doszło do pierwszej wymiany ognia między wojskami dżibutyjskimi i erytrejskimi. Według Dżibuti przyczyną było żądanie Erytrei dotyczące przekazania żołnierzy, którzy dokonali dezercji. Wsparcia logistycznego i medycznego armii dżibutyjskiej udzieliła Francja, mająca bazę wojskową w tym kraju. Działania Erytrei zostały potępione przez Radę Bezpieczeństwa ONZ w rezolucjach nr 1862 i nr 1907. W obu dokumentach organizacja wezwała do opuszczenia spornych terenów przez wojska erytrejskie.
W 2010 roku na sporny półwysep wysłano żołnierzy katarskich sił pokojowych. Po rozpoczęciu kryzysu dyplomatycznego w czerwcu 2017 roku Katar zdecydował o wycofaniu ich z pogranicza dżibutyjsko-erytrejskiego. 13 czerwca 2017 roku wyspa Dumajra oraz inne sporne obszary zostały zajęte przez wojska erytrejskie. W trwającym sporze dyplomatycznym między Katarem i Arabią Saudyjską zarówno Dżibuti jak i Erytrea poparły saudyjską monarchię. W celu rozwiązania konfliktu między swoimi sąsiadami Etiopia zaproponowała wysłanie misji Unii Afrykańskiej w celu zdobycia informacji na temat przebiegu zdarzeń, a także wezwała oba państwa do powstrzymania się od eskalacji napięć i „rozwiązania różnic za pomocą pokojowych środków”. 6 września 2018 roku rozpoczęła się normalizacja stosunków między Dżibuti i Erytreą, w związku z trwającą kampanią dyplomatyczną, mającą na celu poprawę relacji między wszystkimi państwami Rogu Afryki.
Dumajra nie ma stałych mieszkańców. Na wyspie czasami zatrzymują się miejscowi rybacy.